# Andrea Keszler
Andrea Keszler (28 juli 1989) is een Hongaars shorttrackster. 
In 2009 won ze met de Hongaarse ploeg ze de gouden medaille op de 3000m aflossing op de Europese kampioenschappen shorttrack 2009.
In 2010 en 2014 kwam Keszler voor Hongarije uit op de Olympische Winterspelen.
In 2017 haalde ze met de Hongaarse ploeg op de 3000m aflossing een zilveren medaille op het wereldkampioenschappen shorttrack 2017.

## Records

### Persoonlijke records[4]
| Afstand    | Tijd     | Datum            | Baan           |
| ---------- | -------- | ---------------- | -------------- |
| 500 meter  | 43,053   | 13 februari 2018 | Gangneung      |
| 1000 meter | 1.29,871 | 13 januari 2017  | Turijn         |
| 1500 meter | 2.24,917 | 27 januari 2012  | Mladá Boleslav |
| 3000 meter | 5.17,066 | 29 januari 2012  | Mladá Boleslav |